# Verdello (marmo)
Il Verdello è un marmo di colore bianco verde di colore uniforme, viene utilizzato per pavimentazioni interne ed esterne per rivestimenti di pareti, per scale e davanzali. Il Verdello è un materiale ingelivo quindi adatto per lavori di esterno.